# Giorgios Contogeorgis
Giorgios Contogeorgis es un político, estadista y diplomático griego.
Durante la década de los setenta del siglo XX fue representante de Grecia ante las Comunidades Europeas. Participó activamente en el proceso de integración de Grecia a la Comunidad Económica Europea siendo partícipe de la delegación que firmó el tratado de adhesión de esta a la CEE y a la Comunidad Europea de Energía Atómica en 1981. Convirtiéndose ese mismo año en el primer delegado de Grecia ante la Comunidad Económica Europea.
En el periodo comprendido entre 1981 y 1985 participó por Grecia en la Comisión Thorn que sesionó como órgano asesor de la Comunidad Económica Europea. En dicha comisión se encargó de coordinar los estudios y debates de los temas de transporte, pesca y cuestiones relacionadas con el turismo. Se destacó por ser uno de los primeros comisionados de la CEE en elaborar políticas en materia de transporte que involucraban casi todos los medios incluyendo el marítimo, terrestre y aéreo. En cuanto al turismo impulsó los tratados de cooperación y marcó las pautas y reglas para la integración del mercado en un documento denominado memoranum Contogeorgis de 1982.

## Publicaciones
Contogeorgis ha elaborado diferentes artículos y ponencias en las que analiza la participación de Grecia en la CEE y su impacto en la economonía de dicho país. Entre otros se destacan:
- Contogeorgis, G., Griechenland in der Europäischen Gemeinschaft, in Europäische Rundschau. 1980, No 3/1980, pp. 45-49. - Grecia en la Comunidad Económica Europea.
- Contogeorgis, G., A Market Community Approach to Community Shipping Policies. Naftiliaki/Greek Shipping 1981.
- Notas introductorias de The Participation of Greece in the Process Towards European Integration, vol. 2. Publicado por el Servicio griego de Archivos históricos y diplomáticos.
- Contogeorgis, G. (1978), ‘The Greek View of the Community and Greece’s Approach to Membership’, en Wallace, W. and Herreman, I. (eds.)

## Políticas impulsadas
- Reglamento (CEE) n.º 170/83 of 25 de la Comisión, de enero de 1983: Por el que se establece un Sistema para la conservación y la administración de los recursos pesqueros en los Estados miembros.
- Reglamento (CEE) n.º 1452/83 de la Comisión, de 6 de junio de 1983: Por el que se define los gastyos administrativos de las organizaciones productoras en el sector pesquero.
- Reglamento (CEE) n.º 2807/83 de la Comisión, de 22 de septiembre de 1983, por el que se definen las modalidades particulares del registro de los datos relativos a las capturas de pescado por los Estados miembros.